# Tonalité théorique
Pour les articles homonymes, voir Tonalité (homonymie).
En solfège, une tonalité théorique est une tonalité dont l'armure aurait au moins un double bémol () ou double dièse ().
Certaines tonalités ne sont normalement pas utilisées car elles nécessiteraient un double dièse ou un double bémol dans l'armure. Par exemple, sol  majeur nécessite huit dièses et, comme il n'y a que sept tons de gamme, un ton nécessite un double dièse. La tonalité enharmoniquement équivalente de sol  majeur, la  majeur, ne nécessite que quatre bémols, ce qui la rend plus claire à lire.

## Équivalence enharmonique
| { \new Staff \with{ \magnifyStaff #3/2 } << \time 1/4 \override Score.TimeSignature #'stencil = ##f { \clef treble \set Staff.keyAlterations = #`((3 . ,DOUBLE-SHARP)(0 . ,SHARP)(4 . ,SHARP)(1 . ,SHARP)(5 . ,SHARP)(2 . ,SHARP)(6 . ,SHARP)) s16 ^\markup "" } >> } | { \new Staff \with{ \magnifyStaff #3/2 } << \time 1/4 \override Score.TimeSignature #'stencil = ##f { \clef treble \key f \minor s16 ^\markup "" } >> } |
| sol majeur, une armure avec un double dièse | la majeur, tonalité équivalente |

| sol majeur : | sol | la  | si | do | ré | mi | fa  |
| la majeur :  | la  | si' | do | ré | mi | fa | sol |

La tonalité de sol  majeur est une tonalité théorique car son armure a un fa , ce qui lui donne huit dièses. Une gamme tempérée égale en sol  majeur contient les mêmes hauteurs que la gamme la  majeur, ce qui rend les deux tonalités enharmoniquement équivalentes. En l'absence d'autres facteurs, cette tonalité serait généralement notée la ♭ majeur.

Cercle des quintes montrant les tonalités majeures et mineures

Alors qu'un morceau de musique occidentale a généralement une tonalité d'origine, un passage qu'il contient peut moduler vers une autre tonalité, qui est généralement un ton voisin à la tonalité d'origine (à l'époque baroque et au début du classique), c'est-à-dire proche de l'original dans le cercle des quintes. Lorsque la tonalité ne comporte aucun ou peu de dièses ou de bémols, la notation des deux tonalités est simple. Mais si la tonalité d'origine comporte de nombreux dièses ou bémols, en particulier si la nouvelle tonalité est du côté opposé, des doubles dièses ou bémols peuvent être nécessaires, ou une tonalité enharmoniquement équivalente peut être utilisée pour éviter les doubles dièses ou bémols.
Aux trois endroits inférieurs du cercle des quintes, les équivalents enharmoniques peuvent être notés avec des dièses ou des bémols simples et ne sont donc pas des tonalités théoriques :
| Majeur (mineur) | Armure   |  | Majeur (mineur) | Armure   |
| --------------- | -------- |  | --------------- | -------- |
| si (sol ♯)      | 5 dièses |  | do ♭ (la ♭)     | 7 bémols |
| fa ♯ (ré ♯)     | 6 dièses |  | sol ♭ (mi ♭)    | 6 bémols |
| do ♯ (la ♯)     | 7 dièses |  | ré ♭ (si ♭)     | 5 bémols |

## La nécessité de considérer les clés théoriques
Lorsqu'une tonalité parallèle monte du côté opposé du cercle à partir de sa tonalité d'origine, il est suggéré que les doubles dièses et les doubles bémols devraient être incorporés dans l'armure notée. Les tonalités suivantes (dont six sont les tonalités majeures/mineures parallèles de celles ci-dessus) nécessiteraient jusqu'à sept doubles dièses ou doubles bémols :
| Majeur                   | Armure    | Mineure                  |
| ------------------------ | --------- | ------------------------ |
| fa majeur (mi majeur)    | 8 bémols  | ré mineur (do ♯ mineur)  |
| si majeur (la majeur)    | 9 bémols  | sol mineur (fa ♯ mineur) |
| mi majeur (ré majeur)    | 10 bémols | do mineur (si mineur)    |
| la majeur (sol majeur)   | 11 bémols | fa mineur (mi mineur)    |
| ré majeur (do majeur)    | 12 bémols | si mineur (la mineur)    |
| sol majeur (fa majeur)   | 13 bémols | mi mineur (ré mineur)    |
| do majeur (si' ♭ majeur) | 14 bémols | la mineur (sol mineur)   |
| sol majeur (la ♭ majeur) | 8 dièses  | mi mineur (fa mineur)    |
| ré majeur (mi ♭ majeur)  | 9 dièses  | si mineur (do mineur)    |
| la majeur (si' ♭ majeur) | 10 dièses | fa mineur (sol mineur)   |
| mi majeur (fa majeur)    | 11 dièses | do mineur (ré mineur)    |
| si majeur (do majeur)    | 12 dièses | sol mineur (la mineur)   |
| fa majeur (sol majeur)   | 13 dièses | ré mineur (mi mineur)    |
| do majeur (ré majeur)    | 14 dièses | la mineur (si mineur)    |

Par exemple, les morceaux en mode majeur modulent généralement une quinte au-dessus, à la dominante ; pour une tonalité avec des dièses dans l'armure, cela conduit à une tonalité dont l'armure a un dièse supplémentaire. Un morceau en do  qui effectue cette modulation conduirait à la tonalité théorique de sol  majeur, nécessitant huit dièses, soit un fa  à la place du fa  déjà présent. Une telle section pourrait être réécrite en utilisant à la place l'armure enharmoniquement équivalente de la  majeur. La Suite bergamasque de Claude Debussy fait ceci : dans le troisième mouvement Clair de lune, la tonalité passe pendant quelques mesures du ré  majeur au ré  mineur (huit bémols), mais le passage est noté en do  mineur (quatre dièses); la même chose se produit dans le mouvement final Passepied, qui atteint la tonalité théorique de sol  majeur écrite en la  majeur.

Dans de très rares cas, les tonalités théoriques sont bel et bien utilisées directement, en mettant les doubles altérations nécessaires dans l'armure. Les dernières pages de A World Requiem de John Foulds sont écrites en sol  majeur (avec fa  dans l'armure), le no 18 du Practische Beispiele d'Anton Reicha est écrit en si  majeur, et le troisième mouvement du Quintette de cuivres op. 8 s'écrit en fa  majeur (avec si  dans l'armure). Des exemples de signatures de clé théorique sont illustrés ci-dessous :
Il ne semble pas y avoir de norme sur la manière de noter les armures théoriques :
- Le comportement par défaut de LilyPond (illustré ci-dessus) écrit tous les signes simples dans l'ordre du cercle des quintes, avant de passer aux signes doubles. C'est le format utilisé dans A World Requiem, op. 60, qui se termine par l'armure de sol  majeur exactement comme indiqué ci-dessus. Les dièses dans l'armure de sol  majeur procèdent ici do , sol , ré , la , mi , si , fa . Cela fait probablement plus de sens que le dernier exemple car les notes représentées dans l'armure augmentent d'une quinte juste (ou diminuent d'une quarte juste) de gauche à droite.
- Les signes uniques au début sont parfois répétés par courtoisie, par exemple le Supplement to the Theory of Modulation par Max Reger, qui contient les armures mineures ré  aux pages 42 à 45[2]. Celles-ci ont un si'  au début et aussi un si  à la fin (avec un symbole double bémol), tel que : si' , mi , la , ré , sol , do , fa , si .
- Parfois, les signes doubles sont écrits au début de l'armure, suivis des signes simples. Par exemple, l'armure F  est notée si , mi , la , ré , sol , do , fa . Cette convention est utilisée par Victor Ewald[3] et par certains travaux théoriques.
- Cependant, pour le no 18 de Practische Beispiele d'Anton Reicha en si  majeur, il était écrit comme si , mi , la , ré , sol , do , fa .

## Accordages autres que la gamme tempérée à douze tons
Dans un système d'accordage différent (tel que la gamme tempérée à 19 tons), certaines touches peuvent nécessiter un double dièse ou un double bémol dans l'armure et n'ont plus d'équivalents conventionnels. Par exemple, dans la gamme tempérée à 19 tons, la tonalité de si  majeur (9 bémols) équivaut au la  majeur (10 dièses). Ainsi, dans les systèmes d'accordage ne divisant pas la gamme en 12 tons, les tonalités qui sont enharmoniques dans un système à 12 tons (par exemple, la  majeur et sol  majeur) peuvent être notées complètement différemment.